# Гарволінський повіт
Гарволінський повіт (пол. powiat garwoliński) — один з 37 земських повітів Мазовецького воєводства Польщі.
Утворений 1 січня 1999 року в результаті адміністративної реформи.

## Загальні дані
Повіт знаходиться у південно-східній частині воєводства.
Адміністративний центр — місто Гарволін.
Станом на 1.01.2008 населення становить 106 423 осіб, площа 1284,82 км².

## Демографія
Демографічні дані повіту станом на 30.06.2005:
|       | Всього  | Всього | Жінки  | Жінки | Чоловіки | Чоловіки |
| ----- | ------- | ------ | ------ | ----- | -------- | -------- |
|       | осіб    | %      | осіб   | %     | осіб     | %        |
| Повіт | 106 363 | 100    | 53 696 | 50,5  | 52 667   | 49,5     |
| Міста | 29 103  | 100    | 15 032 | 51,7  | 14 071   | 48,3     |
| Села  | 77 260  | 100    | 38 664 | 50    | 38 596   | 50       |